# Gizaucourt
Gizaucourt település Franciaországban, Marne megyében. Lakosainak száma 116 fő (2022. január 1.). Gizaucourt La Chapelle-Felcourt, Valmy és Voilemont községekkel határos.

## Népesség
A település népességének változása:
| Lakosok száma | 140  | 119  | 111  | 108  | 111  | 113  | 115  | 117  | 117  | 116  |
|               | 1968 | 1982 | 1990 | 2006 | 2013 | 2015 | 2017 | 2019 | 2020 | 2022 |